# سوچما
سوچما (به لاتین: Suçma) یک منطقه مسکونی درجمهوری آذربایجان است که در شهرستان شکی واقع شده است. سوچما ۱۳۵۹ نفر جمعیت دارد.

## دین
در مسجد جامع این روستا یک هیئت مذهبی وجود دارد.